# Francisco Javier Mariátegui y Tellería
Francisco Javier Mariátegui y Tellería (Lima, 22 de noviembre de 1793 - ib. 23 de diciembre de 1884) fue abogado, magistrado, político, escritor, diplomático, periodista e ideólogo liberal peruano. Prócer de la Independencia del Perú. Miembro destacado de la generación fundadora de la República peruana. Integró el primer Congreso Constituyente de 1822 (en el que compartió la secretaría con José Faustino Sánchez Carrión) y la Convención Nacional de 1833. Fue también ministro de Gobierno y Relaciones Exteriores (1827-28); ministro plenipotenciario en Ecuador (1832-33) y en Bolivia (1842); y presidente del Consejo de Ministros (1865). Como magistrado fue fundador de la Corte Superior de Justicia de Trujillo y vocal de la Corte Suprema de Justicia, de la que fue presidente en varios períodos. Fue además uno de los fundadores de la francmasonería en el Perú y la mayor parte de sus escritos fueron anticlericales, aunque algunos son de tema histórico, destacando sus relatos de los sucesos de los que fue testigo durante la emancipación.

## Nacimiento y familia
Fue hijo de Ignacio de Mariátegui y Liernia, y María Jacoba Tellería y Vicuña (hermana de Manuel Tellería Vicuña), de  origen vascongado. Uno de sus hermanos fue Ignacio Mariátegui y Tellería, que fue marino en la armada peruana.

## Estudios
Estudió en el Real Convictorio de San Carlos, donde se graduó de bachiller en Sagrados Cánones (1813), pasando luego a ejercer la docencia en dicho centro de estudios, como profesor de Filosofía y Matemáticas. Luego realizó sus prácticas forenses en los estudios de José Ramón del Valle y Manuel Villarán. El 27 de febrero de 1817 se recibió como abogado ante la Real Audiencia de Lima. El 12 de noviembre de 1822 se graduó de doctor en Jurisprudencia en la Universidad de San Marcos.

## Al servicio de la causa patriota
Formó parte del Club Carolino, grupo de patriotas partidarios del separatismo con respecto a la metrópoli española, entre los que estaban también el ariqueño Manuel Pérez de Tudela y el arequipeño Francisco de Paula Quirós, en pleno gobierno del virrey Abascal. La actuación de estos patriotas en Lima fue vital para el curso de la lucha independentista americana, pues su labor conspiradora y propagandística permitió, entre otros méritos, que el batallón realista Numancia se pasara al bando patriota.
Fue uno de los firmantes  del acta de la declaración de Independencia aprobada por el pueblo reunido en cabildo abierto (15 de julio de 1821). Instalado el Protectorado de José de San Martín, fue nombrado oficial mayor del Ministerio de Gobierno y Relaciones Exteriores (3 de agosto de 1821).
El 12 de diciembre de 1821 fue asociado a la Orden del Sol. El 10 de enero de 1822 fue admitido en la Sociedad Patriótica, de la que fue secretario y en cuyo seno defendió el sistema de gobierno republicano frente al monarquismo de San Martín y sus allegados.
Por entonces perteneció a la redacción de La Abeja Republicana, semanario fundado por José Faustino Sánchez Carrión para defender la idea republicana. Fue uno de los opositores del ministro Bernardo de Monteagudo, y juntando fuerzas con los vecinos de Lima, logró su expulsión del país.
Integró el primer Congreso Constituyente del Perú, del que fue secretario de 20 de septiembre a 20 de noviembre de 1822 (junto con José Faustino Sánchez Carrión), y de 20 de febrero a 20 de mayo de 1823. Formó parte de la comisión encargada de redactar el proyecto de Constitución Política, junto con Manuel Pérez de Tudela, Toribio Rodríguez de Mendoza, Hipólito Unanue, José Faustino Sánchez Carrión, Justo Figuerola, Carlos Pedemonte, José Gregorio Paredes, entre otros destacados juristas (1823).
Durante la dictadura de Bolívar, se mostró un opositor tenaz, al punto que el Libertador expresó en una conversación privada su deseo de expulsarlo para siempre del país. Producido el retiro de Bolívar y ocurrido el motín de las tropas colombianas acantonadas en Lima el 26 de enero de 1827, Mariátegui salió a recorrer las calles junto con Manuel Lorenzo de Vidaurre, llamando al pueblo limeño a cabildo abierto para que se pronunciara contra la Constitución Vitalicia que Bolívar había impuesto al Perú. Logró su propósito y fue así como se puso fin a la influencia bolivariana en el Perú.

## Ministro de Estado, diplomático y parlamentario
Durante el gobierno del mariscal José de La Mar fue nombrado ministro de Gobierno y Relaciones Exteriores, cargo que ejerció de 27 de junio de 1827 a 19 de mayo de 1828.
En 1832, ya bajo el primer gobierno de Agustín Gamarra, fue enviado al Ecuador como ministro plenipotenciario, siendo designado árbitro del pleito limítrofe entre dicha nación y Colombia.
En 1833 fue elegido diputado por la entonces provincia limeña de Ica a la Convención Nacional o Congreso Constituyente, la misma que eligió como presidente provisorio a Luis José de Orbegoso y redactó la Constitución de 1834.
En 1842, en calidad de ministro plenipotenciario en Bolivia, se encargó de negociar el tratado de paz que puso término a la guerra entre Perú y Bolivia iniciada el año anterior.
Durante el efímero gobierno de Francisco de Vidal (1842-1843) fue ministro de Hacienda, siendo sus colegas Domingo Nieto (Marina y Guerra) y Benito Laso (Gobierno, Relaciones Exteriores, Negocios Eclesiásticos, Instrucción Pública y Beneficencia).
En el primer gobierno de Ramón Castilla (1845-1850), ejerció una gran influencia en las decisiones de tipo liberal que tomó dicho mandatario. Formó parte de la comisión parlamentaria del primer código civil del Perú, junto con otros ilustres juristas como Manuel Pérez de Tudela, Mariano Carrera, Manuel López Lissón, José Luis Gómez Sánchez y José Cirilo Julio Rospigliosi.

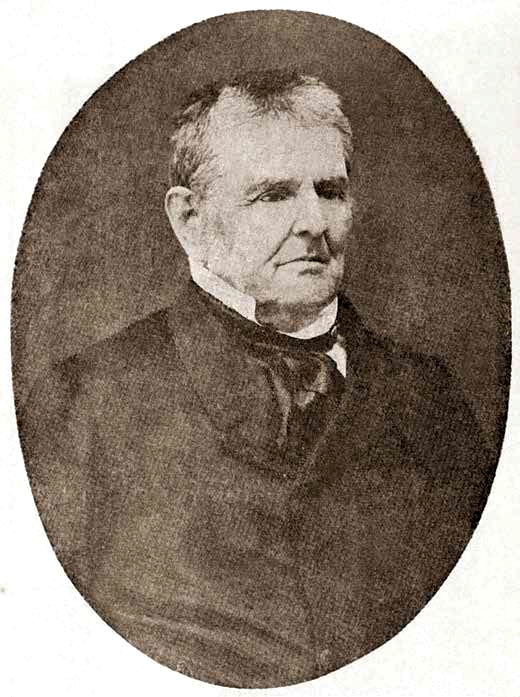
Fotografía de Francisco Javier Mariátegui en 1865.

Bajo el gobierno de José Rufino Echenique (1850-1855), que fue una especie de reacción conservadora, fue opositor de muchas medidas gubernamentales, entre ellas el concordato firmado con el Papa. Con el triunfo de la Revolución Liberal de 1854 y el advenimiento del segundo gobierno de Ramón Castilla, ingresó nuevamente al parlamento. Sus discursos delinearon el debate ideológico cuyo resultado fue la Constitución Liberal de 1856.
Cuando Castilla se alió con los conservadores en 1858, Mariátegui fundó El Constitucional, periódico donde reunió a un grupo de notables liberales con el ánimo de defender la Constitución de 1856. En ese grupo se hallaban Francisco de Paula González Vigil, Benito Laso, José Gálvez Egúsquiza y José Gregorio Paz Soldán. Posteriormente fundó La América, periódico que se editó de 1862 a 1865.
Durante el gobierno interino de Pedro Diez Canseco (que antecedió a la dictadura de Mariano Ignacio Prado), fue presidente del Consejo de Ministros y ministro de Gobierno, Policía y Obras Públicas. Este gobierno fue breve: duró de 6 a 28 de noviembre de 1865.

## Magistrado
Su carrera en la magistratura fue muy dilatada. En 1824 fue designado vocal de la recién fundada Corte Superior de Trujillo. En 1825 fue nombrado fiscal de la Corte Superior de Lima. En 1845 pasó a ser fiscal de la Corte Suprema de la República y en 1851 vocal de la misma. Cuatro veces presidió este alto tribunal (y por tanto fue titular del Poder Judicial del Perú): 1852-1854, 1855-1858, 1864-1865 y 1869-1870.
Obtuvo su jubilación en enero de 1870, tras 48 años de servicio.

## Masón y anticlerical
Acérrimo liberal, fue uno de los fundadores de la francmasonería en el Perú y un adversario decidido de la Iglesia católica, lo cual le atrajo la enconada enemistad del clero peruano. Todo ello, pese a que durante su juventud había sido miembro de la cofradía republicana que lideraban clérigos y seminaristas como Toribio Rodríguez de Mendoza (que fue su maestro en el convictorio carolino), José Faustino Sánchez Carrión, Francisco Xavier de Luna Pizarro, Tomás Mendez y Lachica, entre otros, que no fueron masones y que legislaron contra la masonería.
Luis Alberto Sánchez advierte que Mariátegui, a lo largo de su vida, cumplió fielmente sus deberes masónicos. Ya desde 1823 había acompañado a Bolívar a fundar las Logias «Orden y Libertad» N.º 2, y «Virtual y Unión» N.º 3.

## Fallecimiento

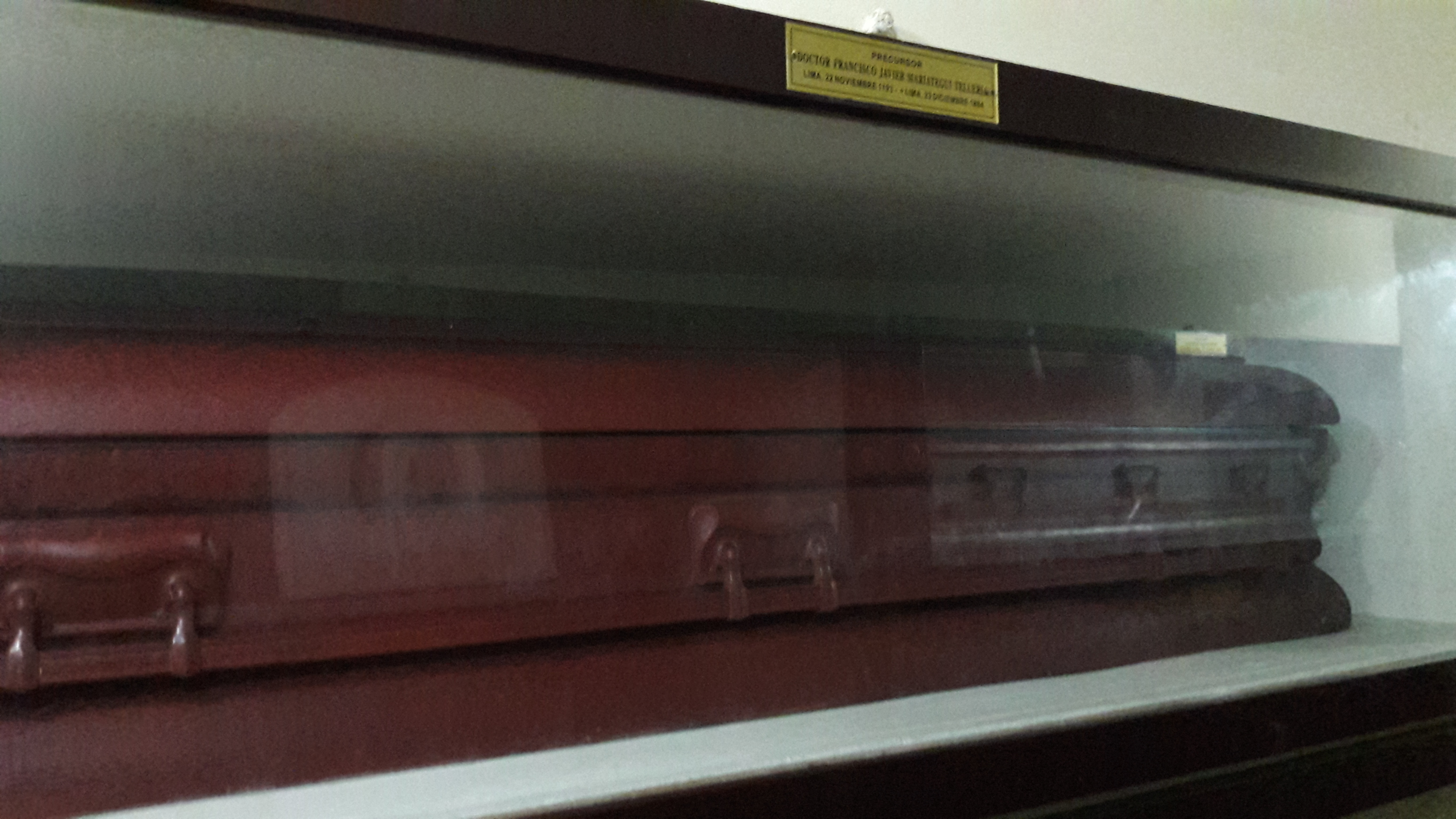
Sus restos descansan en el Panteón de los Próceres en Lima.

Cuando falleció se produjo un inevitable incidente con las autoridades eclesiásticas a propósito de su sepelio. El arzobispado de Lima, por intermedio del obispo auxiliar Manuel Antonio Bandini envió un oficio al presidente del consejo de ministros en el que le advertía que Mariátegui no tenía derecho a sepultura cristiana, por no haber tenido la voluntad de reconciliarse con la iglesia y por ser miembro de la masonería. No obstante esta advertencia, el cuerpo de Mariátegui fue conducido por sus familiares y colegas al camposanto, en cuyo cortejo participó el presidente de la República Miguel Iglesias en un gesto de desagravio, ya que el finado se trataba de una figura prócer de la independencia y como tal merecía respeto. Encontraron abierto el cementerio pero sin ningún personal de servicio disponible. El cadáver fue conducido hasta el nicho en hombros de José Eusebio Sánchez, vocal de la Corte Suprema y de cinco de los nietos del prócer. Para sellar su tumba fue necesario contratar a un albañil ante la ausencia de sepultureros. Años más tarde, en un acto de vindicación pública, su cadáver fue trasladado al Panteón de los Próceres.
Al momento de fallecer, Mariátegui contaba con la longeva edad de 91 años. Fue el último sobreviviente de la primera generación republicana.

## Principales publicaciones
- Defensa católica del primer curso de Derecho Eclesiástico del señor Vidaurre (1840).[1]
- Reseña histórica de los principales concordatos celebrados con Roma y breves reflexiones sobre el último habido entre Pío IX y el gobierno de Bolivia (1856), donde se opone a la celebración de un concordato con la Santa Sede, apoyándose en numerosos ejemplos históricos para sustentar su tesis.[2]
- Anotaciones a la Historia del Perú independiente de don Mariano Felipe Paz Soldán (1869), «anotaciones» menudas y hostiles sobre la obra de dicho historiador peruano;[29] no obstante, ofrecen muy valiosas y pormenorizadas noticias sobre el proceso de la independencia peruana, de la que el autor fue testigo y protagonista. Sin ser un estilista, impresiona por el humor de sus relatos y lo escabroso de algunas revelaciones. Mereció numerosas réplicas y refutaciones.[30]
- Manual del regalista (1872), que publicó bajo el pseudónimo de Patricio Matamoros, refleja varias polémicas con la Iglesia y los incidentes ocurridos durante el gobierno de José Balta a propósito de la infalibilidad papal y el entredicho de Puno.[31]

## Descendencia
Se casó en 1847 con Juana Nepomucena Palacio y Salas con quien tuvo los siguientes hijos:
- Agustina Mariátegui y Palacio
- Francisco Javier Mariátegui y Palacio casado con Mercedes Requejo Cabello y luego con Cristina Cot Estebanes. De donde desciende el pensador socialista José Carlos Mariátegui, el político Sandro Mariátegui Chiappe, el curador y científico José Carlos Mariátegui-Ezeta y el periodista Aldo Mariátegui Bosse.
- Fernando Mariátegui y Palacio
- Lucía Virginia Mariátegui y Palacio casada con Henry Swayne Wallace, quienes fueron padres de Julia Swayne y Mariátegui.
- Benjamín Mariátegui y Palacio
- Jorge Mariátegui y Palacio
- Eloisa Mariátegui y Palacio
- Emilio Mariátegui y Palacio
- Foción Mariátegui y Palacio, casado con Lucila Ausejo Zuloaga, fueron padres de Foción Mariátegui.
- José Eustaquio Mariátegui y Palacio
- Manuel Sócrates Mariátegui y Palacio
- Leandro Miguel Rodrigo Mariátegui y Palacio casado con Lodoiska María Mercedes Emilia Guichard de las Casas
- Josefa Mariátegui y Palacio, casada con José Mercedes Pró y Pró, quienes formaron el apellido Pró-Mariátegui